# Петровский район (Тамбовская область)
Петро́вский район — административно-территориальная единица (район) и муниципальное образование (муниципальный район) на западе Тамбовской области России.
Административный центр — село Петровское.

## География
Площадь 1779 км². Граничит: с Мичуринским, Никифоровским, Тамбовским, Знаменским и Мордовским районами  Тамбовской области, а также с Липецкой областью.

## История
Петровский район был образован Указом Президиума Верховного Совета РСФСР от 11 марта 1959 года путём присоединения упразднённого Шехманского района к Избердеевскому, которые были образованы Постановлением ЦИК от 16 июля 1928 года.
1 февраля 1963 года на основании Указа Президиума Верховного Совета РСФСР к Петровскому району был присоединён Волчковский район.

## Население
| 2002    | 2009    | 2010    | 2012    | 2013    | 2014    | 2015    | 2016    | 2017    |
| ------- | ------- | ------- | ------- | ------- | ------- | ------- | ------- | ------- |
| 23 374  | ↘20 006 | ↘19 074 | ↘18 388 | ↘17 934 | ↘17 681 | ↘17 444 | ↘17 340 | ↘16 900 |
| 2018    | 2019    | 2020    | 2021    |         |         |         |         |         |
| ↘16 656 | ↘16 204 | ↘15 855 | ↘14 162 |         |         |         |         |         |

### Национальный состав
По итогам переписи населения 2020 года проживали следующие национальности (национальности менее 0,1 % и другое, см. в сноске к строке «Другие»):
| Национальность | Численность, чел. | Доля     |
| -------------- | ----------------- | -------- |
| Русские        | 13 275            | 93,74 %  |
| Цыгане         | 320               | 2,26 %   |
| Украинцы       | 92                | 0,65 %   |
| Азербайджанцы  | 70                | 0,49 %   |
| Армяне         | 43                | 0,30 %   |
| Татары         | 26                | 0,18 %   |
| Лезгины        | 20                | 0,14 %   |
| Узбеки         | 19                | 0,13 %   |
| Молдаване      | 19                | 0,13 %   |
| Таджики        | 18                | 0,13 %   |
| Езиды          | 16                | 0,11 %   |
| Грузины        | 16                | 0,11 %   |
| Другие         | 228               | 1,63 %   |
| Итого          | 14 162            | 100,00 % |

## Административно-муниципальное устройство
Петровский район как административно-территориальное образование включает 12 сельсоветов.
В Петровский район как муниципальное образование со статусом муниципального района входят 12 муниципальных образований со статусом сельских поселений:
| №  | Сельское поселение            | Административный центр | Количество населённых пунктов | Население (чел.) | Площадь (км²) |
| -- | ----------------------------- | ---------------------- | ----------------------------- | ---------------- | ------------- |
| 1  | Волчковский сельсовет         | село Волчки            | 19                            | ↘1167            | 168,85        |
| 2  | Кочетовский сельсовет         | село Кочетовка         | 8                             | ↗634             | 69,50         |
| 3  | Красиловский сельсовет        | село Красиловка        | 5                             | ↘411             | 130,37        |
| 4  | Крутовский сельсовет          | село Крутое            | 6                             | ↘515             | 95,20         |
| 5  | Первомайский сельсовет        | село Фёдоровка         | 12                            | ↘456             | 146,52        |
| 6  | Петровский сельсовет          | село Петровское        | 28                            | ↘7591            | 403,56        |
| 7  | Плавицкий сельсовет           | село Свинино           | 5                             | ↘404             | 111,13        |
| 8  | Покрово-Чичеринский сельсовет | село Покрово-Чичерино  | 10                            | ↘444             | 121,75        |
| 9  | Рахманинский сельсовет        | село Рахманино         | 5                             | ↘429             | 127,18        |
| 10 | Успеновский сельсовет         | село Успеновка         | 7                             | ↘552             | 119,60        |
| 11 | Шехманский сельсовет          | село Шехмань           | 3                             | ↘962             | 153,33        |
| 12 | Яблоновецкий сельсовет        | село Яблоновец         | 3                             | ↘597             | 132,23        |

В рамках организации местного самоуправления в 2004 году на территории района были созданы 16 муниципальных образований со статусом сельских поселений (сельсоветов). В 2009 году упразднённый Знаменский сельсовет включён в Волчковский сельсовет, в 2013 году упразднённые Самовецкий, Сестреновский и Новоситовский сельсоветы включены в Петровский сельсовет.

## Населённые пункты
В Петровском районе 109 населённых пунктов (все — сельские).
| №   | Населённый пункт   | Тип                     | Население | Муниципальное образование     |
| --- | ------------------ | ----------------------- | --------- | ----------------------------- |
| 1   | Александровка      | деревня                 | 0         | Волчковский сельсовет         |
| 2   | Алексеевка         | деревня                 | 51        | Первомайский сельсовет        |
| 3   | Аненка             | деревня                 | 38        | Первомайский сельсовет        |
| 4   | Астахово           | деревня                 | 2         | Петровский сельсовет          |
| 5   | Афанасьевка        | деревня                 | 37        | Покрово-Чичеринский сельсовет |
| 6   | Барановка          | деревня                 | →106      | Волчковский сельсовет         |
| 7   | Берёзовка          | деревня                 | 24        | Плавицкий сельсовет           |
| 8   | Боголюбово         | деревня                 | 0         | Первомайский сельсовет        |
| 9   | Богородицкая       | деревня                 | 24        | Волчковский сельсовет         |
| 10  | Богушёвка          | деревня                 | 47        | Волчковский сельсовет         |
| 11  | Большая Алексеевка | село                    | ↘144      | Кочетовский сельсовет         |
| 12  | Большая Знаменка   | село                    | ↘88       | Волчковский сельсовет         |
| 13  | Большая Лазовка    | деревня                 | 0         | Рахманинский сельсовет        |
| 14  | Большой Избердей   | село                    | ↘402      | Шехманский сельсовет          |
| 15  | Борисовка          | деревня                 | 4         | Крутовский сельсовет          |
| 16  | Борщёво            | деревня                 | 12        | Первомайский сельсовет        |
| 17  | Бударки            | посёлок                 | 1         | Кочетовский сельсовет         |
| 18  | Бычок 1-й          | деревня                 | 8         | Плавицкий сельсовет           |
| 19  | Вельяминовка       | деревня                 | 1         | Волчковский сельсовет         |
| 20  | Виноградовка       | деревня                 | 9         | Плавицкий сельсовет           |
| 21  | Волчки             | село                    | ↘761      | Волчковский сельсовет         |
| 22  | Гремучка           | деревня                 | 5         | Покрово-Чичеринский сельсовет |
| 23  | Дегтярка           | деревня                 | 19        | Кочетовский сельсовет         |
| 24  | Добровольский      | посёлок                 | ↘174      | Петровский сельсовет          |
| 25  | Дубовое            | село                    | ↘996      | Петровский сельсовет          |
| 26  | Дуровка            | деревня                 | 30        | Успеновский сельсовет         |
| 27  | Засецкая           | деревня                 | 3         | Первомайский сельсовет        |
| 28  | Знаменка           | село                    | ↘318      | Волчковский сельсовет         |
| 29  | Ивановка           | деревня                 | 51        | Волчковский сельсовет         |
| 30  | Ивановка           | село                    | ↘86       | Петровский сельсовет          |
| 31  | Казинские Подворки | деревня                 | 6         | Успеновский сельсовет         |
| 32  | Казначеевка        | деревня                 | 26        | Петровский сельсовет          |
| 33  | Калиновка          | деревня                 | 3         | Крутовский сельсовет          |
| 34  | Клочки             | деревня                 | 5         | Петровский сельсовет          |
| 35  | Коротеевка         | деревня                 | 30        | Волчковский сельсовет         |
| 36  | Кочетовка          | село                    | ↘308      | Кочетовский сельсовет         |
| 37  | Красиловка         | село                    | ↘224      | Красиловский сельсовет        |
| 38  | Красный            | посёлок                 | 62        | Первомайский сельсовет        |
| 39  | Круглополье        | деревня                 | 4         | Волчковский сельсовет         |
| 40  | Крутое             | село                    | ↗547      | Крутовский сельсовет          |
| 41  | Лазовка            | деревня                 | ↘172      | Волчковский сельсовет         |
| 42  | Лосиная Лука       | село                    | ↘157      | Красиловский сельсовет        |
| 43  | Малая Алексеевка   | деревня                 | 14        | Петровский сельсовет          |
| 44  | Малая Знаменка     | деревня                 | 31        | Волчковский сельсовет         |
| 45  | Малый Избердей     | село                    | 55        | Покрово-Чичеринский сельсовет |
| 46  | Малый Самовец      | село                    | ↘230      | Петровский сельсовет          |
| 47  | Марфинка           | деревня                 | 43        | Крутовский сельсовет          |
| 48  | Михайловка         | деревня                 | 12        | Петровский сельсовет          |
| 49  | Мордовка           | деревня                 | 18        | Яблоновецкий сельсовет        |
| 50  | Мосоловка          | деревня                 | 0         | Петровский сельсовет          |
| 51  | Найдёновка         | село                    | ↘183      | Первомайский сельсовет        |
| 52  | Нарышкино          | деревня                 | ↘250      | Успеновский сельсовет         |
| 53  | Николаевка         | деревня                 | 5         | Петровский сельсовет          |
| 54  | Никольское         | посёлок                 | 30        | Петровский сельсовет          |
| 55  | Никольское         | деревня                 | 2         | Рахманинский сельсовет        |
| 56  | Новая Васильевка   | деревня                 | 57        | Петровский сельсовет          |
| 57  | Новая Жизнь        | посёлок                 | 0         | Волчковский сельсовет         |
| 58  | Новое Гаритово     | село                    | ↘317      | Успеновский сельсовет         |
| 59  | Новопавловка 2-я   | деревня                 | 22        | Первомайский сельсовет        |
| 60  | Новоситовка        | село                    | ↘394      | Петровский сельсовет          |
| 61  | Новый путь         | посёлок                 | 9         | Волчковский сельсовет         |
| 62  | Озёрки             | село                    | ↘121      | Шехманский сельсовет          |
| 63  | Осадовка           | деревня                 | 16        | Первомайский сельсовет        |
| 64  | Павловка           | деревня                 | 9         | Петровский сельсовет          |
| 65  | Павлово-Титово     | деревня                 | 58        | Волчковский сельсовет         |
| 66  | Пальнёвка          | деревня                 | 17        | Петровский сельсовет          |
| 67  | Песковатка         | железнодорожная станция | ↘160      | Кочетовский сельсовет         |
| 68  | Песковатка         | село                    | ↘326      | Крутовский сельсовет          |
| 69  | Песчаное           | село                    | ↘180      | Рахманинский сельсовет        |
| 70  | Петровское         | село                    | ↘5271     | Петровский сельсовет          |
| 71  | Победа             | посёлок                 | 2         | Кочетовский сельсовет         |
| 72  | Погореловка        | деревня                 | 28        | Волчковский сельсовет         |
| 73  | Покрово-Ендовище   | село                    | 2         | Петровский сельсовет          |
| 74  | Покрово-Чичерино   | село                    | ↘237      | Покрово-Чичеринский сельсовет |
| 75  | Покровское         | село                    | ↘415      | Петровский сельсовет          |
| 76  | Полинино           | село                    | 2         | Кочетовский сельсовет         |
| 77  | Предтечьево        | деревня                 | →0        | Крутовский сельсовет          |
| 78  | Пырьи              | посёлок                 | 24        | Волчковский сельсовет         |
| 79  | Рахманино          | село                    | ↘381      | Рахманинский сельсовет        |
| 80  | Решетовка          | деревня                 | 9         | Петровский сельсовет          |
| 81  | Савилово           | село                    | 0         | Покрово-Чичеринский сельсовет |
| 82  | Сафоновка          | деревня                 | 12        | Успеновский сельсовет         |
| 83  | Свинино            | село                    | ↘645      | Плавицкий сельсовет           |
| 84  | Свободный Уголок   | посёлок                 | 1         | Первомайский сельсовет        |
| 85  | Семёновка          | село                    | 49        | Петровский сельсовет          |
| 86  | Сергиевка          | деревня                 | 12        | Покрово-Чичеринский сельсовет |
| 87  | Сестрёнка          | село                    | ↘335      | Петровский сельсовет          |
| 88  | Симирово           | деревня                 | ↘111      | Волчковский сельсовет         |
| 89  | Снежково           | деревня                 | 3         | Покрово-Чичеринский сельсовет |
| 90  | Старая Васильевка  | деревня                 | ↘54       | Успеновский сельсовет         |
| 91  | Стеньшино          | село                    | 36        | Петровский сельсовет          |
| 92  | Тафино             | село                    | 66        | Красиловский сельсовет        |
| 93  | Троицкий           | посёлок                 | 45        | Петровский сельсовет          |
| 94  | Тройное            | посёлок                 | 5         | Кочетовский сельсовет         |
| 95  | Тынково            | село                    | ↘253      | Красиловский сельсовет        |
| 96  | Тютчево            | деревня                 | 7         | Первомайский сельсовет        |
| 97  | Успеновка          | село                    | ↘241      | Успеновский сельсовет         |
| 98  | Фёдоровка          | село                    | ↘419      | Первомайский сельсовет        |
| 99  | Фоновка            | деревня                 | ↘68       | Красиловский сельсовет        |
| 100 | Харино             | деревня                 | 0         | Петровский сельсовет          |
| 101 | Хлопковка          | деревня                 | 11        | Петровский сельсовет          |
| 102 | Хренное            | село                    | ↘327      | Яблоновецкий сельсовет        |
| 103 | Чёгловка           | деревня                 | 6         | Покрово-Чичеринский сельсовет |
| 104 | Чибизовка          | деревня                 | ↘157      | Покрово-Чичеринский сельсовет |
| 105 | Шехмань            | село                    | ↘836      | Шехманский сельсовет          |
| 106 | Шумиловка          | деревня                 | 32        | Плавицкий сельсовет           |
| 107 | Щегловка           | село                    | ↘115      | Рахманинский сельсовет        |
| 108 | Яблоновец          | село                    | ↘657      | Яблоновецкий сельсовет        |
| 109 | Ягодник            | посёлок                 | ↗162      | Петровский сельсовет          |

### Упразднённые населённые пункты
- 1998 г. — поселок Горбачёвка и деревня Малая Дубовка включены в состав села Петровское[22]
- 2003 г. — деревня Заря Волчковского сельсовета; деревня Кучино Кочетовского сельсовета; деревни Моховое, Озерки, Чибизовка Самовецкого сельсовета; деревня Грачевка Первомайского сельсовета; поселок Знаменка-Заречье Петровского сельсовета; деревня Дуловка Покрово-Чичеринского сельсовета; деревни Берёзовка, Хлудовка Успеновского сельсовета; деревня Григорьевка, поселки Альфа и Примерный Яблоновецкого сельсовета[23].
- 2008 г. — деревни Новосельцы, Никитино, Дергачёвка[24]
- В 2017 году упразднены деревни Воронки и Хреновка Плавицкого сельсовета, а также Ярковские Выселки Успеновского сельсовета[25], в 2018 году — посёлок имени Ленина[26]
- В 2023 году деревня Михайловка Покрово-Чичеринского сельсовета включена в состав села Покрово-Чичерино[27].

## Транспорт
На территории района железнодорожные станции Песковатка и Избердей (с. Петровское) на линии «Мичуринск—Грязи» Юго-Восточной железной дороги.

## СМИ
В районе выходит газета «Сельские зори».

## Археология
Два погребения подростков срубной культуры в селе Покрово-Чичерино датируются серединой 2 тыс. до н. э. (эпоха бронзы).